# Операция эсминца «Бывалый» в Гвинее
Операция эсминца «Бывалый» в Гвинее — перехват экипажем советского эсминца «Бывалый» катеров с заговорщиками, убившими секретаря Африканской партии независимости Гвинеи и Кабо-Верде (ПАИГК) Амилкара Кабрала. В ходе инцидента также освобождены нескольких пленённых членов исполкома и ЦК партии. 

## Предыстория
С начала 1960-х годов в Португальской Гвинеи развернулась война за независимость. Активную помощь антиколониальным силам оказывал СССР. Мятежники также пользовались поддержкой соседней Гвинеи, где укрывалось руководство ПАИГК.

## События в Конакри
20 января 1973 г. в Конакри, столица Гвинеи, у своего дома, возвращаясь с приёма в польском посольстве, около 23:00 убит глава ПАИГК Амилкар Кабрал. Нападение осуществили несколько его соратников, которым португальцы обещали за устранение или пленение лидера движения за независимость крупные суммы денег. Непосредственным руководителем акции был Иносенсиу Кани. Убив лидера ПАИГК и захватив его супругу, заговорщики ворвались в дом Аристидиша Перейры, избили его и, связав руки и ноги жесткой проволокой, бросили в кузов машины. Затем последовали налёты на дома Вашку Кабрала, Жозе Араужу и других руководителей партии. Пленники были увезены в порт и брошены в трюмы трёх катеров, поставленных ранее из Советского Союза для ПАИГК. Команды боевых судов полностью поддерживали заговорщиков.
Гвинейские власти, узнав об убийстве Кабрала и захвате других руководителей партии, действовали оперативно. В городе было объявлено военное положение, на улицы выведены усиленные военные патрули. Некоторых заговорщиков поймали, но те, кто успел добраться до порта, укрылись на боевых катерах. Тем временем Кани приказал экипажам выйти в море и взять курс на Бисау, чтобы сдать захваченных политиков португальским властям. По радио условным сигналом он оповестил командование колониальных войск. Губернатор Антониу де Спинола тут же выслал ему навстречу для поддержки португальский флот.
Президент Гвинеи Ахмед Секу Туре немедленно обратился с просьбой о содействии к советскому послу Анатолию Ратанову. Дипломат направил в бухту Конакри на эсминец «Бывалый», которым командовал капитан 2 ранга Юрий Ильиных, своих представителей.

## Проведение операции
В ночь с 20 на 21 января 1973 года на «Бывалый» прибыл командующий гвинейской армии Тумани Сангаре в сопровождении генерала Чичерина и капитана 1 ранга Жучкова. Они сообщили командиру корабля о случившимся в городе. От имени президента Гвинеи и советского посла офицеры просили Ильиных выйти в море, задержать нападавших, а при попытке сопротивления — уничтожить. Командир оказался в достаточно трудном положении, ведь он не имел права отправляться на какие-либо задания без разрешения своего командования в Москве, а тем более применять оружие. Однако ситуация требовала решительных действий в обход регламента. 
В конце концов Ильиных принял решение выйти в море. На «Бывалом» объявлена боевая тревога. Командир собрал офицеров, объяснил им суть происходящего и приказал готовить корабль к выходу. В распоряжении у экипажа было мало времени, так как нужно было задержать катера до того, как они войдут в территориальные воды Португалии. На борт эсминца принят взвод ВС Гвинеи. В 0:50 судно отправилось на перехват. В это время Ильиных составил донесение в Главный штаб ВМФ, в котором сообщил об убийстве Кабрала и доложил своё намерение осуществить поимку заговорщиков. От руководства была получена телеграмма о том, что оружие применять только по согласованию с командованием. Вскоре связь с центром оборвалась.
На скорости 18 узлов судно шло вдоль низменных берегов Гвинеи. В 3:00 начальник радиотехнической службы капитан-лейтенант Малешин доложил, что на дистанции 220 кабельтовых обнаружены две неподвижные цели. Около пяти утра, когда начало светать, корабль вышел с объектами на визуальный контакт. Выяснилось, что это были те самые катера. Ильиных приказал подойти вплотную к одному из них, забросить швартовы и притянуть к борту. Второй катер, под угрозой применения оружия, сам подошёл к эсминцу. На катера тут же высадились гвинейские солдаты, разоружили команды и заставили их перейти на «Бывалый». Все это было проделано за 30—40 мин без единого выстрела. Затем на каждый катер были посажены офицер, матрос-рулевой из экипажа эсминца и гвинейский солдат. Катера были взяты на буксир и корабль направился в Конакри.
В 15:00 «Бывалый» вернулся в порт и передал катера и их команды властям. В это же время гвинейскими моряками был найден третий катер, который потерялся в темноте и сел на отмель в береговых камышах. На судне обнаружены подвергнутые истязаниям жена Кабрала и некоторые из захваченных членов ЦК ПАИГК, в том числе заместитель генерального секретаря Перейра.

## Итоги и последствия
В этот же день в 17:00 на связь вышел начальник Главного штаба ВМФ, который потребовал доложить о действиях эсминца. Первоначально Ильиных объявили о снятии с должности за «самовольство», но у командира корабля нашлись заступники как в советском, так и в гвинейском руководствах. В этот же день командующий Северным флотом прислал телеграмму, в которой ему была объявлена благодарность «за смелые и решительные действия на боевой службе», поскольку в результате спасены высшие руководители ПАИГК.
В свою очередь гвинейские власти инициировали разбирательство событий в Конакри, в ходе которого около 100 человек расстреляно, в том числе большинство организаторов акции. Захваченные катера включили в состав ВМС.